# Konsumtionsföreningen Kristianstad m. o.

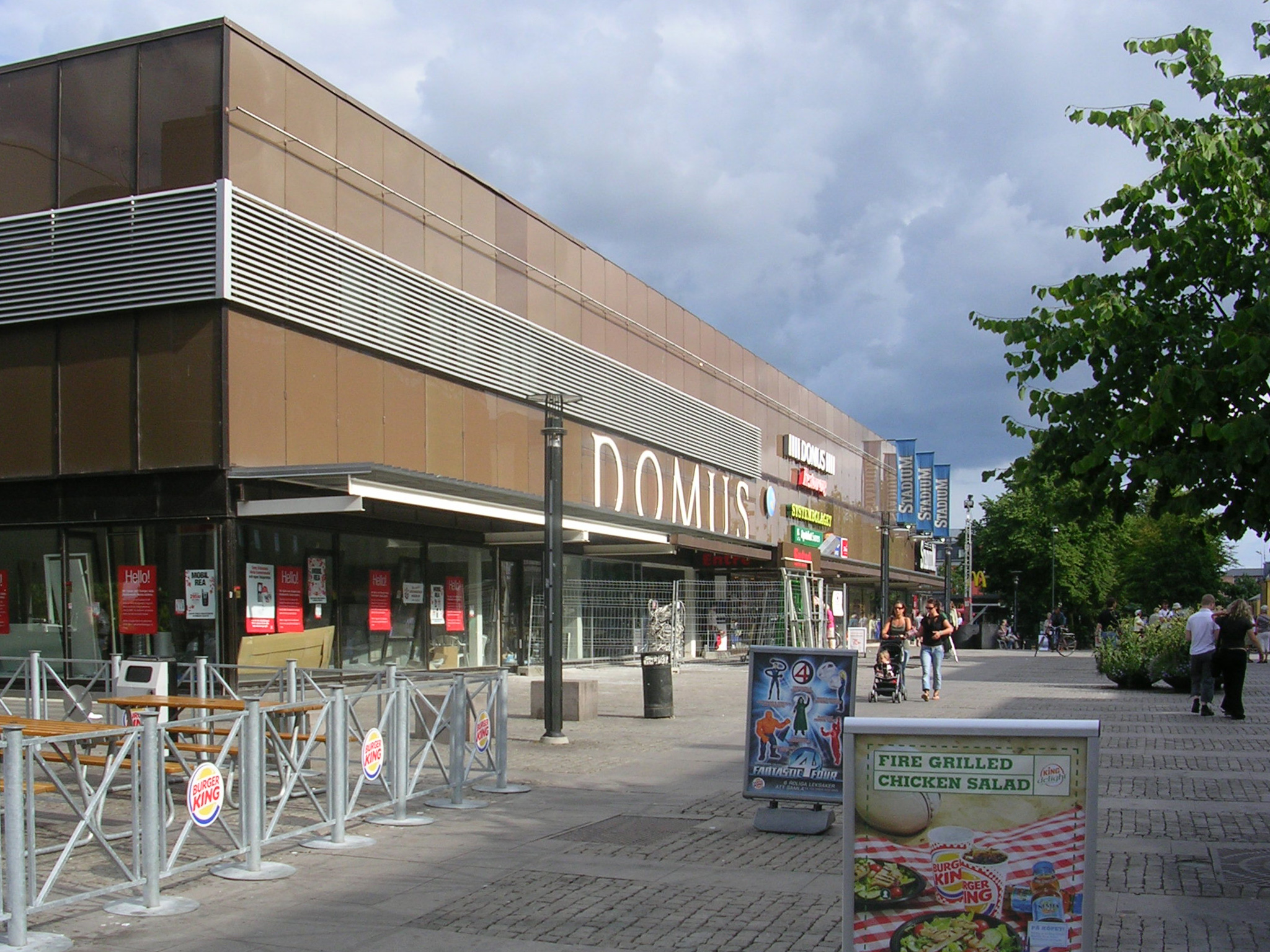
Domus i Kristianstad.

Konsumtionsföreningen Kristianstad m. o. var en konsumentförening för Kristianstad med omnejd, grundad 1921.

## Historik
En tidigare konsumentförening i Kristianstad var Kristianstads kooperativa handelsförening Solidaritet som bildades den 17 januari 1907. Solidaritet upphörde dock under 1910-talet.
Kristianstads kooperativa handelsförening i sin mer långvariga form bildades 1921. Den första affären öppnade den 17 november 1921 i apotekare Ahréns fastighet på Tivoligatan. Sedermera etablerades en filial i Näsby och den 1 november 1925 öppnade man en särskild charkuteriaffär.
År 1930 fusionerade man med Kooperativa föreningen Framtid, Immeln. I januari 1931 öppnade föreningen en butik i Fjälkinge. I april 1931 fusionerade man med Gärds Köpinge konsumentförening. År 1931 hade föreningen nio butiker.
År 1946 ändrades föreningens namn till Konsumtionsföreningen Kristianstad m.o. År 1962 fusionerade man med Degeberga konsumtionsförening.
År 1965 var det premiär för föreningens Domusvaruhus i Kristianstad.
År 1966 skedde en större fusion när Konsumtionsföreningen Sölvesborg-Bromölla, Konsumtionsföreningen Hässleholm med omnejd, Broby konsumtionsförening,  och Konsumtionsföreningen Knislinge med omnejd uppgick i Kristianstadsföreningen. År 1967 fusionerade man även med Kooperativa föreningen Central, Sibbhult.
Senare fusionerade man även med Konsumtionsföreningen Karlskrona-Ronneby m.o., vilket ledde till att den sammanslagna föreningen fick namnet Kristianstad-Blekinge konsumentförening vid årsskiftet 1969/1970.